# BK Kaspij Aqtau
Der BK Kaspij Aqtau (russisch Баскетбольный клуб Каспий Актау) ist ein kasachischer Basketballverein aus Aqtau. Er spielt in der kasachischen National League.

## Geschichte
Der Verein wurde 2008 gegründet. In der Saison 2009/2010 belegte der BK Kaspij Aqtau in der National League unter fünf Basketballvereinen den vierten Platz.
Im Jahr 2010 nahm der Verein erneut als einziges kasachisches Team am internationalen Basketballturnier "Nouruz 2010" in Bischkek teil.
In der Saison 2013/14 startet Aqtau zum ersten Mal in der Baltic Basketball League.